# Jens Nielsen (dødsdømt)
 Der er flere personer med dette navn, se Jens Nielsen.
Jens Nielsen (21. november 1862 i Jyderup – 8. november 1892 i Horsens) var den sidste, der blev henrettet ved halshugning i Danmark, og den sidste dansker henrettet for en forbrydelse begået i fredstid. Nielsen havde begået forbrydelser i Danmark, USA, Canada, England og Sverige.

## Brandstifteren
Jens Nielsen var ikke mere end tre år gammel, før det forlød, at han slægtede sin far - kendt som "fåretyven" - på, når han strejfede om ved Jyderup og stjal alt, hvad han kom i nærheden af. Blev han taget, benyttede han sig af sin særlige evne: "Jeg har altid kunnet frempresse tårer når som helst og over hvad som helst, det skulle være." Som syvårig kom han i 1870 på Brokøb fattiggård (i dag Nelholtgården, Åmosevej 53). Hans mor var invalid og hans far fordrukken. Som tiårig blev Nielsen sendt på Flakkebjerg Opdragelsesanstalt for nogle småtyverier. I skolen viste han gode evner, men det blev der ikke penge af. Drengen havde fundet ud af at sætte ild til gårde og løbe ind og rapse værdierne, straks husets panikslagne beboere flygtede fra branden. Første gang, han udprøvede idéen, var i 1877 på opdragelsesanstalten Landerupgård ved Kolding, hvor han allerede sad for tyveri. Nu blev han fanget og sat i forbedringshus.
Sin første straf, 25 slag ris for tyveri, fik han som femtenårig, og da han i 1879 påsatte to alvorlige brande, medførte dette en dom på to år i Vridsløselille Statsfængsel. Derefter blev han hjulpet til en enkeltbillet til Canada, og fattede åbenbart håb til fremtiden. Men snart ville han tilbage til hjemlandet igen. I første omgang kom han til Antwerpen, hvorfra han blev udvist på livstid for sine tyverier. Han ankom så London, hvor han 8. februar 1881 satte ild til nogle bomuldsballer i Victoria-dokkerne, og startede dermed en helt enorm brand, hvorved varelagre, skibe og 16.000 m² bygninger brændte. Skaderne kostede den engelske regering halvanden million pund sterling. Nielsens udbytte var tre uniformsjakker og to kasketter, som han fik seks shilling for af en marskandiser. Men det var ikke branden, han blev taget for, men for et indbrud hos den danske konsul, som havde været hjælpsom og lånt ham penge.
Efter afsoning i et engelsk fængsel rejste han hjem til Danmark via Helsinki og Kalmar. Først ernærede han sig af tyverier i København før han tog til Svinninge, hvor hans far boede. Nielsen tog da turen til dyrskuet i Jyderup, men havde ingen penge, og satte derfor ild på en gård i Kajemose i håb om at få fat i pengekassen, han havde set gårdejeren lægge penge i. De penge fik han dog ikke fat i, så samme nat brød han ind i en anden gård og stjal 30 kr, som han morede sig for på Jyderups dyrskue. Tre dage efter blev han anholdt og sat i arresten i Holbæk, men den flygtede han fra i retning København. Da han nåede til Valby, antændte han en nat stråtaget på en gård, der nedbrændte til grunden. Ilden bredte sig eksplosivt til to andre store gårde, der også nedbrændte. Da branden bredte sig så hurtigt, fik han ingen lejlighed til at stjæle noget, så han gik hen til en fjerde gård, hvor ejeren imidlertid viste ham bort. Dermed satte han også ild til taget her, så også denne gård nedbrændte. Næste nat antændte han Stengården i Hvidovre, der ligeledes brændte ned til grunden; i dag er der nedlagt en fortovsmindesten, mens Stengårdens stuehus er genopført på I.G. Smiths Allé. Granitstenen til minde om Jens Nielsens arrestation blev nedlagt ved Stengården 3. juli 2007. Denne gang blev han opdaget og anholdt. Nielsen tilstod straks og forklarede, at han havde planlagt at stjæle nok til, at han kunne udvandre. Nærmest pralende fortalte han politiet, at han også havde anstiftet tre ildebrande i London, står der i afhøringsrapporten. Nu opnåede han omtale i udenlandske aviser, deriblandt New York Times.

## Fangen
For brandstiftelse i Danmark og i London blev den 21-årige Nielsen ved Søndre Birks ekstrarets dom af 7. marts 1884 idømt tugthusarbejde på livstid. Ved Landsoverretten blev straffetiden dog nedsat til 16 år; men Nielsen kunne ikke overse den lange indespærring bag murene, og hans eneste ønske var at dø. Han var dermed en vanskelig fange, fyldt af had til både fangevogtere og embedsværk. Efter fem måneder bag tremmerne slog han en betjent i hovedet med et jernvægtlod, som han havde i cellen til brug ved sit arbejde. Slaget var dog ikke værre, end at vogteren snart kom sig. For dette mordforsøg blev han ved højesteretsdom af 3. juni 1885 dømt til "at have sit Liv forbrudt". Det havde også været hans hensigt, men ved kongelig resolution blev dommen ændret til tugthusarbejde for livstid under streng bevogtning, dvs. i enecelle.
At sidde i isolat kunne Nielsen slet ikke holde til, og allerede en uge efter foretog han et nyt drabsforsøg, denne gang med en mursten, han havde løsnet fra væggen med en syl, han havde stjålet fra væveriet. Murstenen var omviklet med et reb til en slagvåben, hvorefter planen var at stikke sylen i nakken på fangevogteren. Det mislykkedes, og i afhøring forklarede han, at da han manglede mod til at begå selvmord, var hans eneste udvej at idømmes en dødsstraf ved at slå en fangevogter ihjel, selv om han ikke havde noget imod manden. Ved højesteretsdom af 18. februar 1886 fik han igen dødsstraf; men af ti dommere indstillede seks ham til benådning, og igen blev han idømt tugthus for livstid i enecelle.
Årene gik, til han besluttede sig for et nyt drabsforsøg, denne gang på sygebetjenten. Da denne kom ind i hans celle sammen med lægen, påstod Nielsen, at der kom røg ud af skorstenen for at få ham til at vende hovedet; og i det sekund huggede han ham i hovedet med et bordben med to lange søm i. Slaget ramte dog skævt, og blev dertil afbødet af betjentens kasket. I afhøring viste Nielsen ingen anger, men fastholdt sit had til myndighederne, fordi man ikke bare henrettede ham, når han selv ikke ønskede andet. Og denne gang blev han virkelig, ved højesteretsdom af 6. oktober 1892, for tredje gang dømt fra livet; og denne gang stemte kun to dommere for benådning.
Klokken 7:15 den 8. november 1892 blev han halshugget af skarpretteren Theodor Seistrup i Horsens Statsfængsel, mens de andre fanger til skræk og advarsel var beordret til at se henrettelsen fra deres vinduer. Af de 202 andre fanger var et par selv blevet dømt til døden, men de blev senere benådet til livstidsstraf.
Præsten kom for at tale med Jens Nielsen, men den dødsdømte afbrød ham og råbte, at han ikke ville høre på præsten. I stedet blev dødsdommen oplæst af dommerne, og borgmesteren spurgte, om fangen nu ville høre præstens ord. Det svarede Nielsen nej til. Jamen, så må Gud være med dig," sagde borgmesteren. "Tak, borgmester," svarede han kort, og steg selv op på rampen. Journalisten Henrik Cavling beskrev henrettelsen sådan: "Den lyd, der hørtes, lød som når man slår en våd svamp mod en væg - så hørte man en svagt klingende metallyd. Det var den halvtredje kvarter lange halvrunde æg, der besindigt blev trukket gennem skåret. Hovedet faldt i blikkoppen og trillede derfra videre ned i gruset." Om aftenen blev liget med hovedet placeret mellem fødderne kørt til kirkegården og begravet.
Nielsen ville være fyldt 30 år senere den samme måned. Politiken skrev på det meste af side 2 om henrettelsen.